# Tyrannochthonius centralis
Tyrannochthonius centralis är en spindeldjursart som beskrevs av Beier 1931. Tyrannochthonius centralis ingår i släktet Tyrannochthonius och familjen käkklokrypare. Inga underarter finns listade i Catalogue of Life.